# 阿诺德·杰克逊
准将阿诺德·纽金特·斯特罗德·杰克逊 CBE DSO & Three Bars（1891年4月5日—1972年11月13日），英国男子田径运动员、英国陆军准将、大律师。他曾获得1912年夏季奥运会田径比赛男子1500米金牌。